# Kirche von Levide

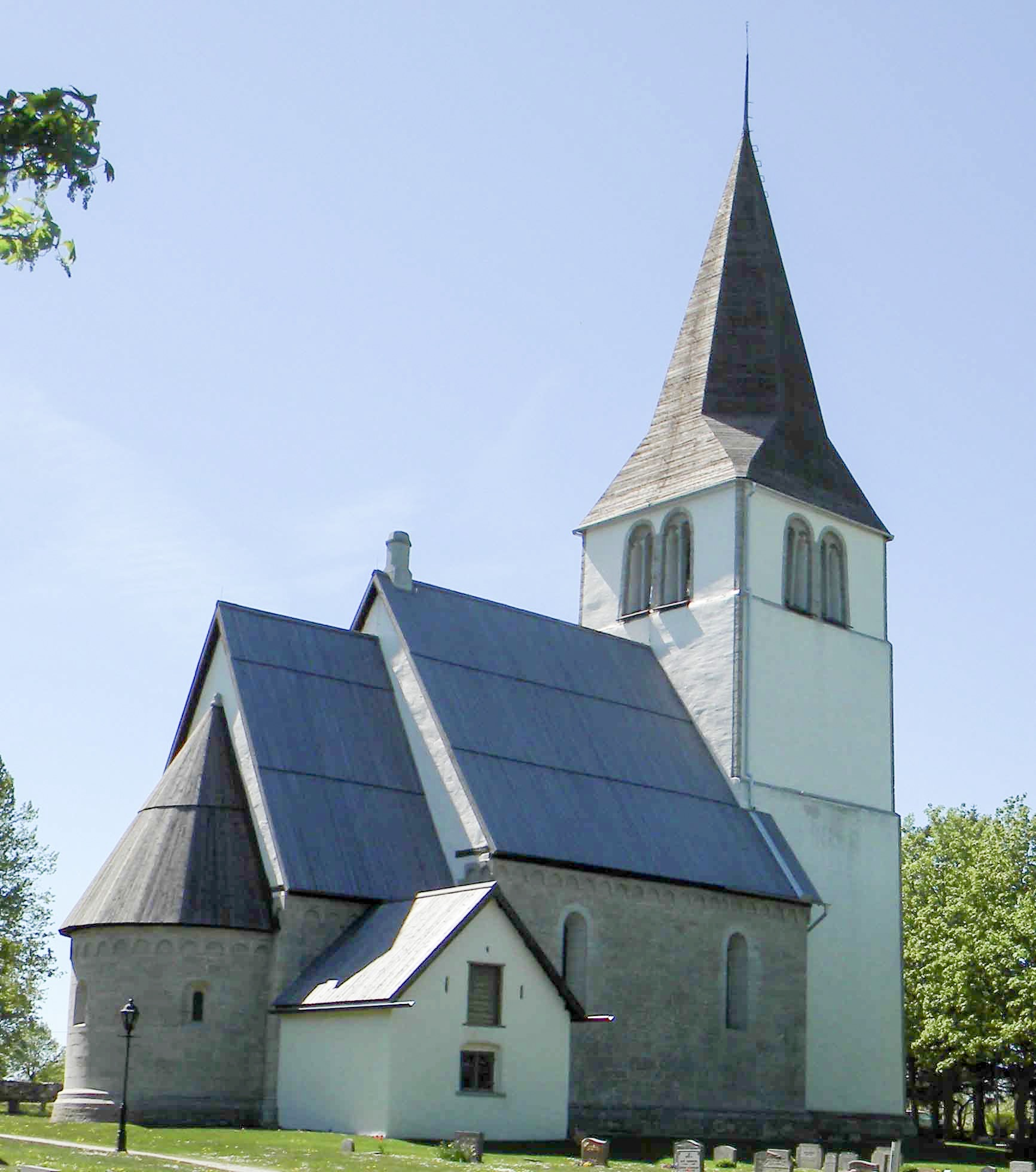
Kirche von Levide

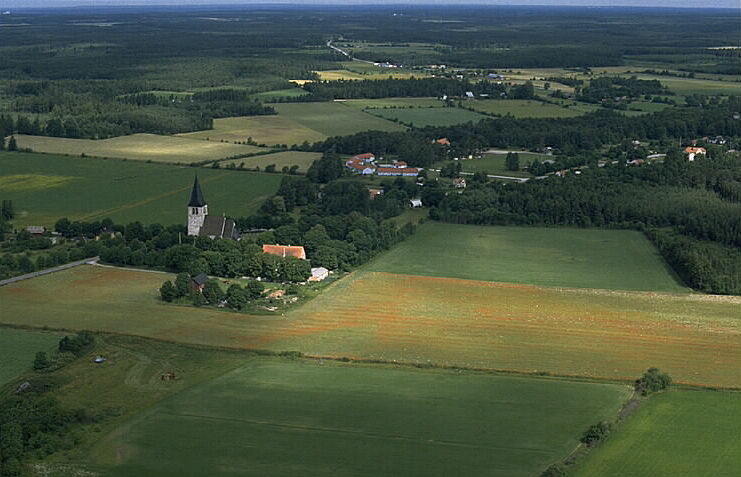
Kirche von Levide

Die Kirche von Levide ist eine romanische Landkirche auf der schwedischen Insel Gotland. Sie gehört zur Kirchengemeinde (schwedisch församling) Levide im Bistum Visby.

## Lage
Die Kirche liegt im südwestlichen Landesinnern von Gotland, westlich der Straße 141 von Klintehamn nach Hemse, 50 km südlich von Visby, 12 km südöstlich von Klintehamn und 8 km nordwestlich von Hemse.  Die Kirche liegt zentral im Kirchspiel (schwedisch socken) Levide auf dem Ancyluswall, dessen Schotter- und Sandboden einen guten Baugrund ergeben hat. 

## Kirchengebäude
Die Kalksteinkirche ist mit Ausnahme der Sakristei eine vollständig romanischer Bau. Der Grundriss besteht aus einem dreischiffigen Langhaus mit einem Apsischor im Osten und einem Turm im Westen. Das Langhaus und der Chor sind aus quaderförmigen Werksteinen errichtet worden, während der Turm aus bearbeiteten Steinblöcken besteht. Die Bauzeit sollte in der ersten Hälfte des 13. Jahrhunderts liegen. Die Sakristei auf der Nordseite des Chors wurde im 18. Jahrhundert angebaut. Das Langhaus und der Apsischor weisen eine einheitliche Fassade mit den bloßen Quadersteinmauern und dem Rundbogenfries am oberen Mauersims auf. Der Turm und die Sakristei sind verputzt und weiß getüncht. Das Langhaus und der niedrigere Chor sind mit Holz in Form von Satteldächern gedeckt. Die Apsis hat ein konusförmiges Außendach. Der Turm hat rundbogige, mit Säulen versehen Schallöffnungen und wird von einer achteckigen Turmspitze gekrönt. Die relativ kleinen Fensteröffnungen der Kirche haben variierende Form. Die Veränderungen sind zu späterer Zeit durchgeführt worden. Das Rundfenster in der Südmauer des Turms ist ursprünglich, während die südlichen Maßwerkfenster wahrscheinlich bei einer Modernisierung Anfang des 14. Jahrhunderts hinzugekommen sind. Der Chor hat ein Rundbogenportal. Das Turmportal ist spitzbogig mit verzierten Kapitellbändern. Das große Portal des Langhauses ist mit einer interessanten Kapitellstruktur versehen, die man dem Steinmetzmeister Calcarius zuschreibt. Die neuen Kreuzgewölbe des Kirchenraums ruhen auf vier massiven Säulen. Der spitzbogige Triumphbogen erhielt seine Form bei der Modernisierung im 14. Jahrhundert. Bemerkenswert sind die Seitennischen mit den Vierpassfenstern auf beiden Seiten des Bogens. Der Chor wird durch ein niedriges Kreuzgewölbe gedeckt. Die Apsis hat ein Helmgewölbe. Ein doppelt rund gewölbter Turmbogen verbindet das Langhaus mit dem Turmraum. Im Langhaus befinden sich Malereien des Passionsmeisters oder aus seiner Werkstatt aus dem 15. Jahrhundert. Die Quaderbemalung des Triumphbogens entstand wahrscheinlich um 1300, während die Akanthusranken auf dem Apsisgewölbe aus dem 17. Jahrhundert stammen. Die Kirche wurde von 1902 bis 1903 und von 1956 bis 1957, diesmal unter der Leitung des Architekten Nils Arne Rosén, restauriert.
In der Kirche befinden sich die Runensteine G 75 bis G 77.

## Ausstattung
- Ein Prozessionskruzifix aus dem 14. Jahrhundert ist das einzige mittelalterliche Inventarstück der Kirche.
- Johan Bartsch hat 1662 den Altar angefertigt.
- Ein Epitaph aus Sandstein über einen Pfarrer und seine Familie ist von 1682 und hängt an der nördlichen Chorwand.
- Der Taufstein aus Sandstein ist von 1662.
- Die Orgel wurde 1892 von Åkerman & Lund Orgelbyggeri gebaut und 1957 renoviert.